# Guo Shoujing

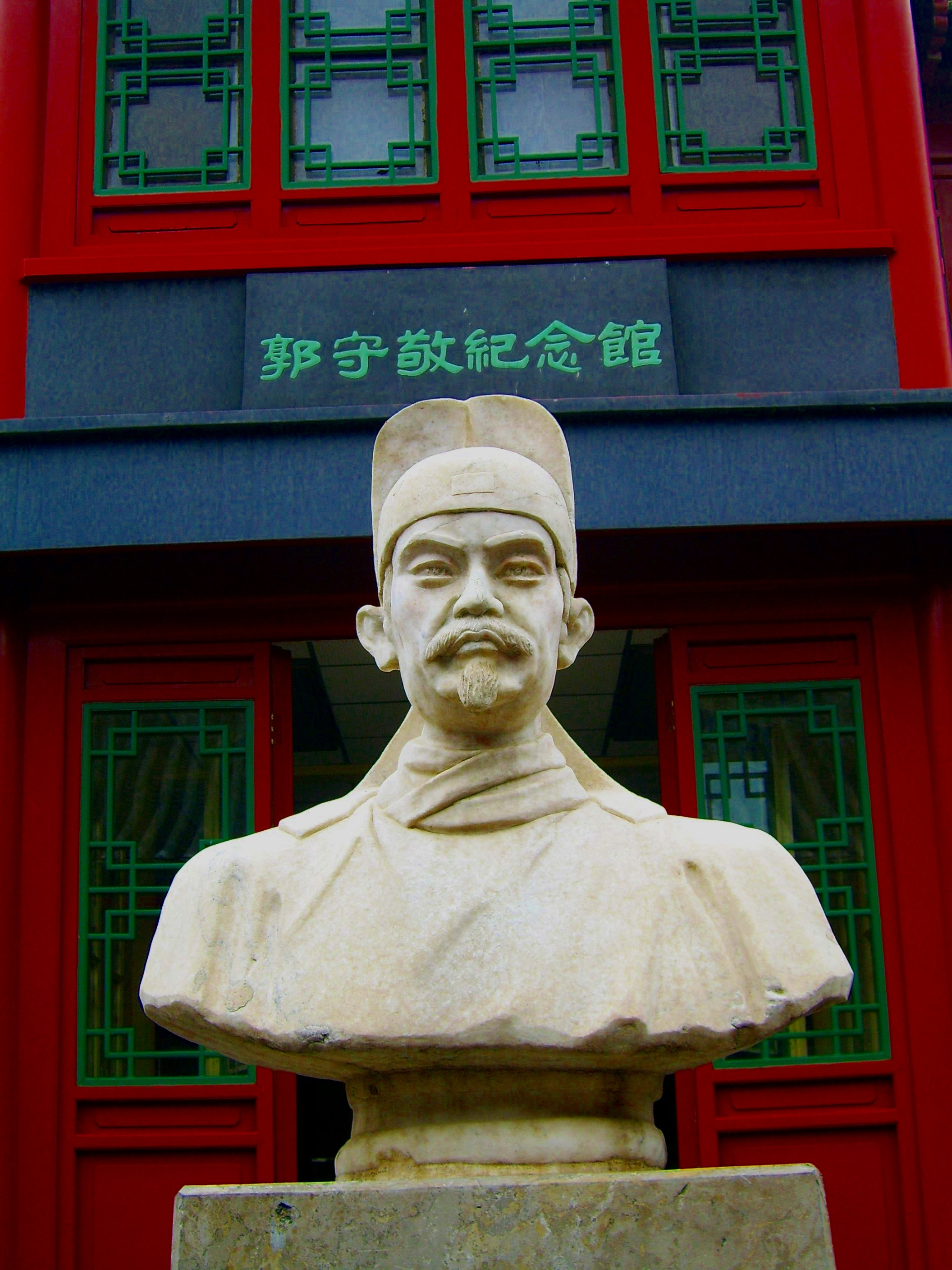

Guo Shoujing (en chino, 郭守敬; pinyin, Guō Shǒujìng; Wade-Giles, Kuo Shou-ching, 1231–1316), nombre de cortesía Ruosi (若思), fue un astrónomo, ingeniero y matemático chino nacido en Xingtai, Hebei que vivió durante la Dinastía Yuan (1271-1368). El posterior Johann Adam Schall von Bell (1591-1666) quedó tan impresionado con los instrumentos astronómicos que se conservaban de Guo que le llamó "el Tycho Brahe de China."

## Primeros años de vida
Guo Shoujing nació en 1331, en Xingtai, provincia de Hebei, China, en el seno de una familia pobre. Fue criado en primer lugar por su abuelo paterno, Guo Yong, que era famoso en China por su experiencia en una amplia variedad de temas, que van desde el estudio de los Cinco Clásicos hasta la astronomía, matemática e hidráulica. Guo Shoujing fue un niño prodigio, revelándose como una promesa excepcional. En su adolescencia, adquirió un prototipo de reloj de agua en el que su abuelo estaba trabajando y así pudo conocer los principios de su funcionamiento. Guo mejoró el diseño de un tipo de reloj de agua llamado clepsidra de loto, un reloj de agua con un cuenco en forma de flor de loto en la cima en el que el agua goteaba. Después de que hubiera dominado la construcción de tales rejoles de agua, empezó a estudiar matemáticas a la edad de 16 años. Gracias a las matemáticas empezó a entender la hidráulica y también la astronomía.

## Vida adulta
Guo, a los 20 años, se convirtió en ingeniero hidráulico, trabajando para mejorar el abastecimiento de aguas municipal. En 1251, como oficial del gobierno, ayudó a reparar el puente sobre el Río Dahuoquan. A finales de la década de 1250, Kublai Kan se convirtió en el Kan y soberano de la mayor parte de China, que se encontraba bajo el dominio mongol. Kublai Kan cayó en la cuenta de la importancia que tenía la ingeniería hidráulica, irrigación y transporte de agua, la cual pensaba que podría ayudarle a mitigar los levantamientos dentro del imperio, y mandó a Guo estudiar estos aspectos en el área entre Dafu (actual Pekín) y el Río Amarillo. Para proveer a Dadu con un nuevo abastecimiento, Guo habría construido un canal de 30 km para traer agua desde el manantial Baifu en la Montaña Shenshan, el cual requería conectar el suministro de agua a través de diferentes cuencas fluviales, mediante canales con esclusas para controlar el nivel del agua. El Gran Canal, que unía el sistema de los ríos Yangtsé, Huai, y Huang desde principios del siglo VII, fue reparado y prolongado hasta Dadu en 1292-93 con el uso de corvea (obligación del campesinado a trabajar gratuitamente para el estado).
Después del éxito de sus proyectos, Kublai Kan envió a Guo a dirigir proyectos similares en otras partes del imperio. Se convirtió en el tutor jefe de Kublai Kan en hidráulica, matemáticas y astronomía.
Guo empezó a construir dispositivos de observación astronómica. Ha sido acreditado con el mejorador de invenciones como el gnomon, la mesa cuadrada/tábula recta, la esfera armilar simplificada o reducida y una esfera armilar impulsada con agua llamada Ling Long Yi. El gnomon se usa para medir el ángulo del sol, determinar la estación del año, y es la base del reloj de sol, pero Guo Shoujing revisó este dispositivo para hacerlo mucho más preciso y mejoró su capacidad para decir la hora con más precisión. La mesa cuadrada se utilizaba para medir el acimut de los cuerpos celestes por el método de la altitud equitativa y podía también utilizarse como transportador de ángulos. La esfera armilar simplificada se utilizaba para medir el ángulo del sol, así como la posición de cualquier cuerpo celeste. El Ling Long Yi es similar a una esfera armilar simplificada pero más grande, más complejo y más preciso. Kublai Khan, tras observar la maestría de Guo en la astronomía, ordenó que este, junto con Zhang y Wang Xun confeccionaran un calendario más preciso. Construyeron 27 observatorios en distintos puntos de China con objeto de realizar observaciones meticulosas para utilizarlas en sus cálculos. En 1280, Guo completó el calendario, calculando que un año tendría 365,2425 días (una desviación de tan solo 26 segundos del cálculo moderno actual). En 1283, Guo fue promocionado a director del Observatorio en Pekín y, en 1292, se convirtió en el jefe del Despacho de Obras Hidráulicas. A lo largo de su vida realizó también un extenso trabajo con la trigonometría esférica. Después de la muerte de Kublai Kan, Guo continuó siendo un consejero de sus sucesores, trabajando en temas de hidráulica y astronomía.

## Muerte
Toda la información que se ha encontrado a cerca de su muerte es que falleció en 1316 en China a los 85 años de edad.

## Análisis de sus contribuciones
Guo Shoujing tuvo una gran influencia en el desarrollo de la ciencia en China. Las herramientas astronómicas que inventó le permitieron calcular con precisión la duración del año, lo cual ayudó a la cultura china a fijar todo un nuevo sistema de fechas y horas exactas, permitiendo una precisión mayor en la escritura de textos históricos y un sentido de continuidad en todo el territorio del país. El calendario estabilizó la cultura china permitiendo a las dinastías siguientes gobernar de forma más efectiva. A partir de sus trabajos en astronomía, Guo fue también capaz de establecer con más precisión la ubicación de cuerpos celestes y el ángulo relativo del Sol respecto de la Tierra. Inventó una herramienta que podía utilizarse como una brújula astrológica, ayudando a la gente a encontrar el norte usando las estrellas en vez del campo magnético terrestre.
En el campo de la hidráulica, incluso siendo muy joven, Guo revolucionó los antiguos inventos. Su trabajo en los relojes, el riego, las reservas y las estaciones de equilibrio entre otras máquinas facilitaron un resultado más efectivo o preciso. Los relojes que perfeccionó con su trabajo de hidráulica permitían leer la hora de forma extremadamente precisa. En cuanto al riego, proporcionó sistemas hidráulicos que distribuían el agua rápida y equitativamente, lo que permitió que las comunidades trabajaran con más eficiencia y, por lo tanto, prosperaran. Su proeza más memorable en la ingeniería es el lago artificial Kunming en Pekín, que suministraba agua a toda el área alrededor de la ciudad y permitía mejorar el sistema de transporte de grano del país. Su trabajo con otras reservas similares permitió a la población del interior de China acceder al agua para plantar, beber y trabajar. El trabajo de Guo en matemáticas se consideró el más experto de China durante 400 años. Guo trabajó en trigonometría esférica, utilizando un sistema de aproximación para encontrar ángulos y longitudes de arcos. Mantuvo que pi era igual a 3, llevándole a un complejo sistema de ecuaciones de las que obtuvo un resultado más preciso que el resultado al que hubiera concluido si hubiera hecho las mismas secuencias de ecuaciones y sin embargo llegando a la conclusión de que pi era igual a 3,1415.

Según se comenzaron las contribuciones a su trabajo, la autenticidad de su labor fue cuestionada. Algunos creen que tomó las ideas matemáticas de Oriente Medio y que las utilizó como si fueran suyas, quedándose con todo el mérito. No obstante, él nunca dejó China, lo que le habría dificultado acceder a las ideas de otros. Por otra parte, Guo tuvo mucha consideración en la historia, en muchas culturas, como el precursor del Calendario Gregoriano y también como el hombre que perfeccionó las técnicas de riego en el nuevo milenio. Muchos historiadores le consideran como el astrónomo, ingeniero y matemático chino más destacado de todos los tiempos.

Su calendario sería utilizado durante los próximos 363 años, el periodo más largo durante el cual un calendario se habría usado en la historia china. También usaba funciones matemáticas en sus trabajos relacionados con trigonometría esférica, mejorando el conocimiento del trabajo en trigonometría de Shen Kuo (1031-1095) Es muy debatido entre los académicos si su trabajo de trigonometría estaba basado totalmente en el trabajo de Shen o no, o si estaba parcialmente influenciado por las matemáticas islámicas, que habían sido ampliamente aceptadas en la corte de Kublai. Sal Restivo afirma que el trabajo trigonométrico de Guo Shoujing estuvo directamente influenciado por el trabajo de Shen. No se volvería a imprimir en China un trabajo importante sobre trigonometría hasta los esfuerzos colaborativos de Xu Guangqi y su socio italiano y jesuita Mateo Ricci en 1607, durante los últimos años de la Dinastía Ming.
El asteroide (2012) Guo Shou-Jing se llama así en su honor.

## Influencia
A Guo Shoujing le citó Tnag Shunzhi唐順之 (1507-1560)) como un firme ejemplo sabiduría práctica, anticipándo el surgimiento de la Escuela de Pensamiento de Changzhou y la divulgación del "aprendizaje evidencial".

## Eponimia
- El cráter lunar Kuo Shou Ching lleva este nombre en su memoria.[13]